# Marathon de Boston 2007
Navigation
Édition précédente Édition suivante
Le Marathon de Boston de 2007 est la 111e édition du Marathon de Boston, disputée le 16 avril 2007 à Boston, dans le Massachusetts, aux États-Unis. Elle est remportée par le Kényan Robert Cheruiyot chez les hommes et la Russe Lidiya Grigoryeva chez les femmes.

## Résultats

### Hommes
| Rang | Athlète                   | Nationalité | Temps           |
| ---- | ------------------------- | ----------- | --------------- |
|      | Robert Kipkoech Cheruiyot | Kenya       | 2 h 14 min 13 s |
|      | James Kwambai             | Kenya       | 2 h 14 min 33 s |
|      | Stephen Kiogora           | Kenya       | 2 h 14 min 47 s |
| 4    | James Koskei              | Kenya       | 2 h 15 min 05 s |
| 5    | Tereje Wodajo             | Éthiopie    | 2 h 15 min 06 s |
| 6    | Benjamin Maiyo            | Kenya       | 2 h 16 min 04 s |
| 7    | Ruggero Pertile           | Italie      | 2 h 16 min 08 s |
| 8    | Peter Gilmore             | États-Unis  | 2 h 16 min 41 s |
| 9    | Samuel Ndereba            | Kenya       | 2 h 17 min 04 s |
| 10   | Robert Cheboror           | Kenya       | 2 h 18 min 07 s |

### Femmes
| Rang | Athlète           | Nationalité | Temps           |
| ---- | ----------------- | ----------- | --------------- |
|      | Lidiya Grigoryeva | Russie      | 2 h 29 min 18 s |
|      | Jeļena Prokopčuka | Lettonie    | 2 h 29 min 58 s |
|      | Madaí Pérez       | Mexique     | 2 h 30 min 16 s |
| 4    | Rita Jeptoo       | Kenya       | 2 h 33 min 08 s |
| 5    | Deena Kastor      | États-Unis  | 2 h 35 min 09 s |
| 6    | Robe Tola         | Éthiopie    | 2 h 36 min 29 s |
| 7    | Lyubov Denisova   | Russie      | 2 h 38 min 00 s |
| 8    | Alice Chelangat   | Kenya       | 2 h 38 min 07 s |
| 9    | Aun Alyanak       | États-Unis  | 2 h 38 min 55 s |
| 10   | Kristin Price     | États-Unis  | 2 h 38 min 57 s |

### Fauteuils roulants (hommes)
| Rang | Athlète | Nationalité | Temps |
| ---- | ------- | ----------- | ----- |
|      |         |             |       |
|      |         |             |       |
|      |         |             |       |

### Fauteuils roulants (femmes)
| Rang | Athlète | Nationalité | Temps |
| ---- | ------- | ----------- | ----- |
|      |         |             |       |
|      |         |             |       |
|      |         |             |       |